# Kargilik
Kargilik (âm Hán Việt: Diệp Thành, chữ Hán giản thể: 叶城县) là một huyện thuộc địa khu Kashgar, Tân Cương, Cộng hòa Nhân dân Trung Hoa. Huyện này có diện tích 28.600 ki-lô-mét vuông, dân số năm 2002 là 370.000 người. Về mặt hành chính, huyện này được chia thành 3 trấn, 17 hương và 6 nông mục trường.
- Trấn: Khách-cách-lặc-khắc, Kháp-nhĩ-ba-cách, Ô-hạ-khắc-ba-thập.
- Hương: Tông-lãng, Kha-khắc-á, Lạc-khắc, Bá-tây-nhiệt-khắc, Giang-cách-lặc-tư, Ô-cát-nhiệt-khắc, Tây-hiệp-hưu, Kỳ-bàn, Kháp-tư-mỹ-kỳ-đặc, Thiết-đề, Thổ-cổ-kỳ, Gia-y-thiết-nhiệt-khắc, Ba-nhân, Hạ-hiệp-phủ. Y-lực-khắc-kỳ, Tát-y-ba-cách, Y-đề-mộc-khổng.